# حقه‌بازی (فیلم ۱۹۷۸)
حقه‌بازی (به انگلیسی: Foul Play) فیلمی محصول سال ۱۹۷۸ و به کارگردانی کالین هیگینس است. در این فیلم بازیگرانی همچون گلدی هان، چوی چیس، بورگس مریدیت، برایان دنهی، دادلی مور، ریچل رابرتس، یوجین روشه، مارک لارنس، بیلی بارتی، دان کالفا و چاک مک‌کان ایفای نقش کرده‌اند.